# Prins Filipfonds
Het Prins Filipfonds, genoemd naar de initiatiefnemer prins Filip van België beheert een gedeelte van het geld van de Koning Boudewijnstichting dat besteed wordt aan initiatieven om de drie taalgemeenschappen van België dichter bij elkaar te brengen.
Het fonds steunt daarom initiatieven die de andere kant van de taalgrens meer bekendheid geven. De meest bekende activiteit is het steunen van uitwisselingsprojecten tussen scholen aan beide zijden van de taalgrens. Zowel in het basisonderwijs als in het secundair onderwijs kunnen klassen uitgewisseld worden. Ook leerkrachten kunnen als "gastleerkracht" in een school van een ander taalregime optreden. 
De uitwisselingen bestaan zowel tussen Nederlandstalige als Franstalige als Duitstalige scholen.
Op het niveau hoger onderswijs heet het initiatief "Erasmus Belgica", verwijzend naar het internationaal uitwisselingsprogramma ERASMUS tussen universiteiten en hogescholen. Paradoxaal genoeg konden Vlaamse studenten immers een beurs krijgen om pakweg in Łódź of Bologna te gaan studeren, maar om in Namen te gaan studeren moesten ze alles zelf betalen. Het Prins Filipfonds komt daar nu in tussen.